# 小松菜
小松菜（學名：Brassica rapa var. perviridis）是十字花科蕓薹屬的草本植物，別名冬菜、鶯菜、餅菜、日本油菜、千寶菜。

## 名稱由來

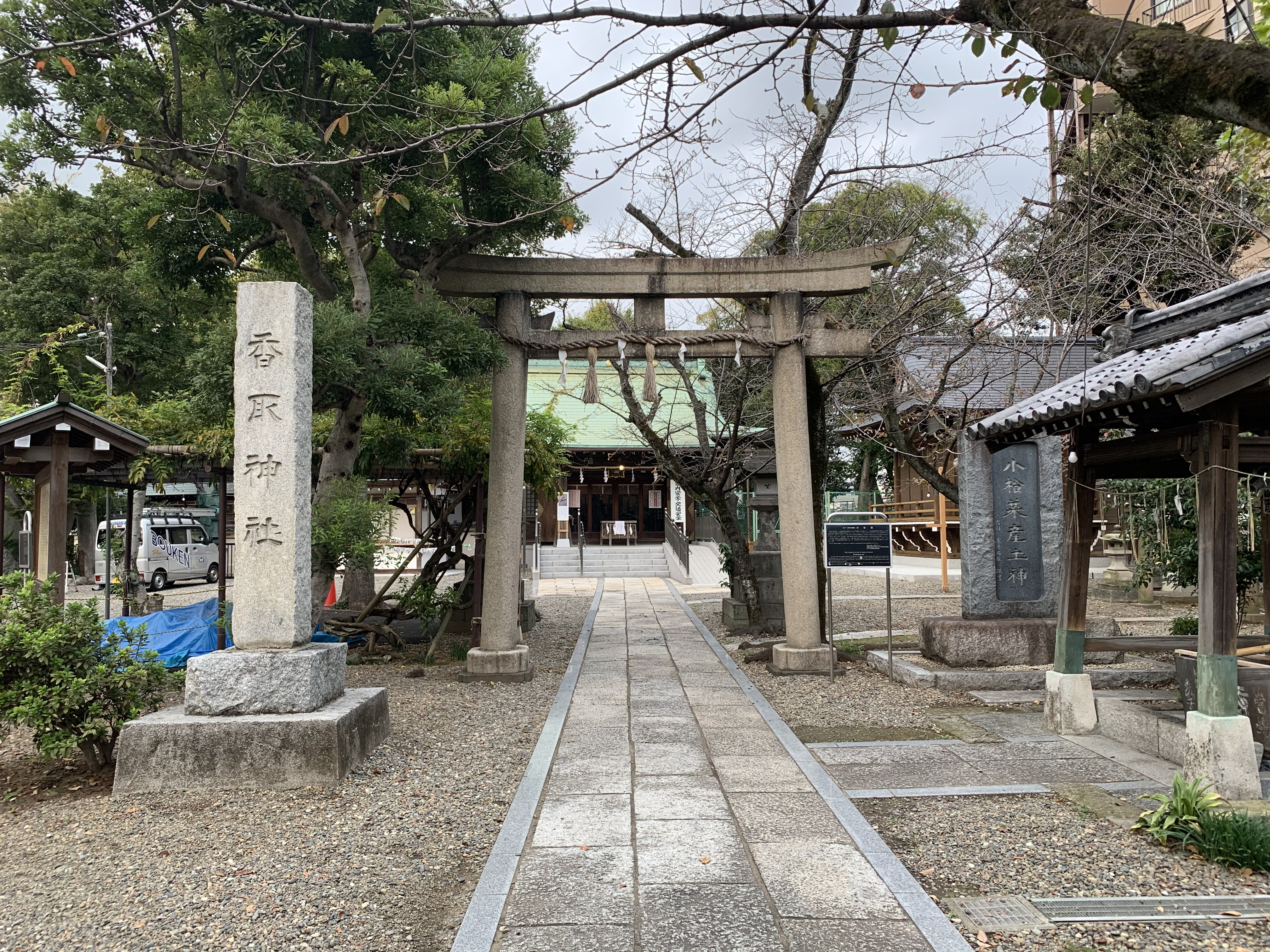
香取神社

江戶時代初期，開始於現今的東京都江戶川區小松川附近栽培。某次幕府將軍德川吉宗前往小松川一帶鷹狩，在那裡的神社用餐時第一次品嘗到該菜，而德川吉宗相當喜愛其美味，以當地地名將之命名為小松菜。